# Мошинський Віктор Степанович
Мошинський Віктор Степанович (нар. 29 вересня 1965 року, Рівне) — відомий учений у галузі екологічної стійкості природно-техногенних систем, ректор НУВГП, доктор сільськогосподарських наук, професор кафедри агрохімії, грунтознавства і землеробства. Дійсний член Академії наук вищої школи України з 2016 року за загальнотехнічним науковим відділенням. 

## Життєпис
У 1982 році закінчив Рівненську СШ № 13. У цьому ж році вступив на навчання до Українського інституту інженерів водного господарства за спеціальністю «Гідромеліорація».
У 1989 році закінчив інститут, отримавши кваліфікацію інженера-гідротехніка.
З 1990 року — здобувач Українського науководослідного інституту гідротехніки і меліорації (м. Київ) за спеціальністю 06.01.02 — меліорація та зрошуване землеробство.
У 1994 році захистив кандидатську дисертацію на тему «Методика еколого-меліоративного моніторингу осушуваних земель (на прикладі Рівненської області України)» та отримав науковий ступінь кандидата технічних наук.
У жовтні 2001 року присвоєно вчене звання доцента кафедри агрохімії, ґрунтознавства та землеробства.
З 2000 року по 2002 рік — докторант Рівненського державного технічного університету за спеціальністю 06.01.02 — сільськогосподарські меліорації. Тема захищеної у 2004 році дисертації на здобуття наукового ступеня доктора сільськогосподарських наук — «Методи управління продуктивністю та екологічною стійкістю осушуваних земель». У цьому ж році, 17 червня присвоєно вчене звання професора кафедри агрохімії, ґрунтознавства та землеробства.
З вересня 2018 року по грудень 2019 року навчався у Національному університеті водного господарства та природокористування та здобув кваліфікацію: ступінь вищої освіти магістр за спеціальністю «Геодезія та землеустрій» освітньої програми «Землеустрій та кадастр».

## Кар'єра
Трудову діяльність розпочав у 1989 році у Рівненській гідрогеолого-меліоративній експедиції на посаді гідрогеолога.
З 1990 по 1995 рік працював головним гідрогеологом Рівненської гідрогеологомеліоративної експедиції.
З 1995 по 2003 рік працював старшим викладачем, доцентом кафедри агрохімії, ґрунтознавства та землеробства Рівненського державного технічного університету.
З 2004 по 2006 рік — в.о. проректора з навчально-методичної роботи, а згодом — проректор з науково-педагогічної та методичної роботи Національного університету водного господарства та природокористування.
З 2006 по 2013 рік — професор кафедри землеустрою, геодезії та геоінформатики.
З березня 2013 року призначений завідувачем кафедри землеустрою, кадастру, моніторингу земель та геоінформатики Національного університету водного господарства та природокористування.
14 березня 2014 року призначений на посаду виконувача обов'язків ректора Національного університету водного господарства та природокористування, з 12 червня 2014 року — ректор університету. У зв'язку із закінченням строку дії контракту від 12.06.2014 № І-84 12 червня 2021 року звільнений з посади ректора та призначений виконувачем обов'язків ректора Національного університету водного господарства та природокористування.
22 вересня 2021 року обраний колективом Національного університету водного господарства та природокористування повторно ректором університету.

## Науковий доробок
Має у своєму доробку 172 наукових публікацій — Google scholar, у тому числі 11 монографій та 14 публікацій у міжнародних виданнях, які індексуються в міжнародній наукометричній базі Scopus у галузі охорони довкілля, сільськогосподарських меліорацій, управління територіями, ґрунтознавства, прогнозування та управління продуктивністю сільськогосподарських земель, математичного моделювання, оцінки екологічної стійкості природнотехногенних систем, моніторингу.
При цьому за даними міжнародної наукометричної бази Scopus загальна кількість цитувань складає — 218, а індекс Гірша — 9.
Видано 8 навчальних посібників. Під керівництвом В. С. Мошинського захищено дві кандидатські дисертації, готується до захисту докторська.
Серед наукових інтересів: антропогенний вплив на природні системи; стан природних систем та його оцінка; природний моніторинг; ландшафтноекологічні аспекти використання сільськогосподарських угідь; математичне моделювання у сільському господарстві та природоохоронній діяльності; управління у галузі сільського господарства та меліорацій; оцінка стану, прогнозування та управління меліорованими територіями.
Бере участь у міжнародних грантових проєктах, зокрема:
- CPEA-STA-2019/10040. Water Harmony — Integration of Education, Research, Innovation and Entrepreneurship (Water Harmony-II extension) — «Водна Гармонія — Інтеграція Освіти, Досліджень, Інновації і Підприємництва» (продовження), який фінансується Eurasia Programme, the Norwegian Agency for International Cooperation and Quality Enhancement in Higher Education (Diku);
- «Удосконалення якісних показників підготовки фахівців з гідротехнічного будівництва на основі міжнародних вимог», який фінансується Міністерством освіти і науки Республіки Таджикистан.

Підготував і читає лекційні курси:
- 1. Навчальна дисципліна «Ландшафтна екологія» — 16 лекційних годин для здобувачів вищої освіти першого (бакалаврського) рівня спеціальності 101 Екологія.
- 2. Навчальна дисципліна «Ландшафтна екологія» — 22 лекційних годин для здобувачів вищої освіти першого (бакалаврського) рівня спеціальності 106 Географія.
- 3. Навчальна дисципліна «Моніторинг та охорона земель» — 36 лекційних годин для здобувачів вищої освіти другого (магістерського) рівня спеціальності 193 Геодезія та землеустрій.
- 4. Навчальна дисципліна «Управління земельними ресурсами» — 60 лекційних годин для здобувачів вищої освіти другого (магістерського) рівня спеціальності 193 Геодезія та землеустрій.

Дійсний член Української Академії наук та Академії економічних наук України.
Бере участь у роботі редакційних колегій фахових наукових видань:
- Варшавського університету природничих наук (Польща);
- Вищої школи суспільно-природничих наук (Польща);
- Національного університету водного господарства та природокористування.
- Заступник голови спеціалізованої вченої ради К 47.104.05 Сільськогосподарські науки, спеціальність 06.01.03 — агроґрунтознавство і агрофізика (Національний університет водного господарства та природокористування) та член спеціалізованої вченої ради Д 47.104.09 Технічні науки, спеціальність 01.05.02 — математичне моделювання та обчислювальні методи (Національний університет водного господарства та природокористування).

Відповідно до наказу МОН України № 859 від 20.06.2019 р. «Про затвердження складу Наукової ради Міністерства освіти і науки України, переліку та персонального складу секцій за фаховими напрямами» включений до складу секції 23 «Наукові проблеми сільського, лісового і садово-паркового господарства, ветеринарії». Член Міжгалузевої експертної ради з вищої освіти при Акредитаційній комісії МОН України. Нагороджений Почесною грамотою Верховної Ради України (2015), Почесною грамотою Національної служби посередництва і примирення (2015), Почесною грамотою Рівненської обласної ради (2015), Почесна грамота товариства меліораторів і водогосподарників України (2016), Почесна грамота Вищого адміністративного суду України (2016). У 2018 році присвоєно Почесне звання «Заслужений працівник освіти України». Місце роботи, посада: Національний університет водного господарства та природокористування, ректор.

## Девіз для студентів
"Якщо Ви — молоді, енергійні, шукаєте свою життєву дорогу і Вам цікаві наші спеціальності, приходьте до університету! Вірте в себе і Ваші мрії стануть реальністю! " — Віктор Мошинський